# Список богомолів Туреччини
У фауні Туреччини відомо близько 20-25 видів богомолів. Богомоли поширені в основному в субтропічних та тропічних країнах з теплим кліматом, лише окремі види зустрічаються у помірному кліматі. До ендеміків країни належать 13,3 % видів.

## Список видів
| Наукова назва, автор, рік опису                      | Таксономія             | Статус МСОП | Зображення | Зауваження щодо поширення                                                       |
| Amorphoscelis pantherina ROY, 1966                   | Родина Amorphoscelidae |             |            | Виявлений у провінції Сіїрт                                                     |
| Mantis religiosa Linnaeus, 1758                      | Родина Mantidae        | LC          |            |                                                                                 |
| Empusa pennicornis Pallas, 1773                      | Родина емпузові        | -           |            |                                                                                 |
| Empusa fasciata Brullé, 1832                         | Родина емпузові        | -           |            | Поширений на схід до провінції Малатья                                          |
| Empusa longicollis Ramme, 1951                       | Родина емпузові        | -           |            |                                                                                 |
| Blepharopsis mendica (Fabricius, 1775)               | Родина емпузові        | —           |            | У літературі одиничні згадки                                                    |
| Iris polystictica Fischer-Waldheim, 1846             | Родина Tarachodidae    | -           |            | 3 самиці виявлено в південній провінції Мерсін                                  |
| Iris oratoria Linnaeus, 1758                         | Родина Tarachodidae    | -           |            | Поширений на схід до провінції Малатья                                          |
| Hierodula transcaucasica Brunner, 1878               | Родина Mantidae        | —           |            | Є лише 2 знахідки в провінції Артвін, на кордоні з Грузією, де це звичайний вид |
| Sphodromantis viridis viridis (Forskål, 1775)        | Родина Mantidae        | —           |            | Виявлений в південних провінціях Мерсін і Хатай                                 |
| Bolivaria brachyptera Pallas, 1773                   | Родина Mantidae        | —           |            | Поширений на схід до провінції Малатья                                          |
| Geomantis larvoides Pantel, 1896                     | Родина Mantidae        | —           |            |                                                                                 |
| Rivetina asiatica Mistshenko, 1967                   | Родина Mantidae        | —           |            |                                                                                 |
| Rivetina caucasica caucasica (Saussure, 1871)        | Родина Mantidae        | —           |            |                                                                                 |
| Rivetina syriaca anatolica La Greca & Lombardo, 1982 | Родина Mantidae        | —           |            | Поширений на кордоні з Сирією                                                   |
| Ameles heldreichi Brunner von Wattenwyl, 1882        | Родина Mantidae        | —           |            |                                                                                 |
| Ameles syriensis Giglio-Tos, 1915                    | Родина Mantidae        | —           |            | Поодинокі знахідки в Східній Анатолії                                           |
| Eremiaphila dagi Doganlar, 2007                      | Родина Eremiaphilidae  | —           |            | Ендемік Туреччини, описаний у провінції Хатай                                   |
| Eremiaphila gene Lefebvre, 1835                      | Родина Eremiaphilidae  | —           |            |                                                                                 |
| Armene robusta Mistshenko, 1956                      | Родина Mantidae        | —           |            | Виявлявся на сході країни в 1970-ті роки, пізніші знахідки невідомі             |

### Непевні знахідки
Ще 7 видів наводяться в старій літературі, але знахідки не підтверджені:
- Ameles persa  BOLIVAR, 1911 можливі, але непідтверджені знахідки
- Empusa  pennata  (THUNBERG,  1815) згадується в літературі XIX - початку XX століття; імовірно помилка визначення[1]
- Empusa uvarovi Chopard, 1921 відомий з Іраку, надійні знахідки в Туреччині невідомі[1].
- Rivetina  baetica  (RAMBUR,  1839)
- Rivetina  byblica  (LAGRECA&LOMBARDO, 1983) Помилково позначений у Туреччині, мешкає в Йорданії, Сирії та Палестині[1]
- Eremiaphila turcica Westwood, 1889 описаний з Іраку, в Туреччині не знайдений попри назву[1].
- Eremiaphila persica persica Werner, 1905 мешкає в Ірані, але надійних знахідок у Туреччині нема[1].